# 새한 카미나
1976년 4월 지엠코리아에서 시보레 1700의 후속작으로 카미나가 시판된다. 카미나는 시보레1700의 1.5L 1,492cc 다운사이징 엔진을 얹은 모델이다 카미나는 시보레1700의 엔진의 실린더내경을 5.5mm 줄이고 배기량을 206cc를 줄인 1,492cc의 배기량으로 최고출력 66마력 11.2kgm의 성능을 냈다. 하지만 베이스가 된 시보레 1700의 바디를 그대로 들여와서 국내도로사정에 맞지않았고 좁은 실내구조로 인해 포니와 브리사에게 밀려서 11개월 밖에 생산하지 못했다(1976년 4월~1977년 3월) 11개월 동안 992대 생산 876대 밖에 판매하지 못했다. 후속은 이스즈 제미니 기반의 새한 제미니가 이어갔다. 현재는 삼성교통박물관이 소유하고 있는 4등심 페이스리프트 차량만이 국내에 남아있는 것으로 알려져있다. 왜건형태로는 새한 캬라반이 있다. 시보레1700과 캬라반 카미나 등등의 차량이 높은 수익을 내지 못함으로써 지엠코리아는 산업은행의 합병되고 이로인해 카미나는 지엠코리아의 마지막 소형승용차가 되었다. 1977년에 지엠코리아는 새한자동차로 사명을 바꾼다. 여담으로 1987년 철도충돌시험에 현대포니와 새한 제미니와 함께 충돌차량으로 나왔었다. 현재는 관련 자료나 사진을 찾아보기 힘들며 흑백 신문광고가 대부분이다.